# Radek Štěpánek
Radek Štěpánek (AFI: [ˈradɛk ˈʃcɛpaːnɛk]) (Karviná, República Checa, 27 de noviembre de 1978) es un exjugador profesional de tenis checo, ganador de cinco títulos de ATP en singles y dieciocho en dobles, incluyendo dos Grand Slams y dos Masters.
Se convierte en jugador profesional en 1996. En 2004 alcanza su primera final en el Masters de París-Bercy. En 2006 llega a cuartos de final en Wimbledon, lo que representa su mejor actuación en Grand Slam hasta la fecha. El 26 de febrero de 2006, gana el primer título de la ATP de su carrera tras derrotar al belga Christophe Rochus en la final del torneo de Róterdam. Terminaría en la 11.ª plaza en la clasificación mundial en 2006. En julio de 2007, derrota al estadounidense James Blake en la final del Torneo de Los Ángeles, ganando de esta manera su segundo título individual.
En lo que se refiere a su vida privada, fue novio de la suiza Martina Hingis del 2006 al 2007. En el año 2010, luego de un año de noviazgo contrajo matrimonio con la hoy extenista checa Nicole Vaidišová, de la que se separó en 2013. En la actualidad, es novio de la también tenista checa Petra Kvitova.
En noviembre de 2008, siendo 26º del mundo, es invitado al Tennis Masters Cup 2008 en Shanghái como sustituto de Andy Roddick retirado después de su primer partido, el resto de jugadores con un ranking más alto y que no se habían clasificado habían desestimado la plaza de reserva. Fue derrotado (7-6, 6-4) en su primer partido por Roger Federer.
Se caracteriza por ser uno de los pocos jugadores que hace saque volea y un juego exquisito muy técnico, su estilo es atacar e ir a la red, que es considerado un estilo antiguo, de los que ya no se practica mucho actualmente. En muchos partidos se le ha visto realizar jugadas increíbles gracias al manejo sutil de la raqueta. Su juego muy irregular a lo largo de su carrera no le ha permitido alcanzar mayores logros.
El 18 de noviembre de 2012 y con casi 34 años Stepanek iba a conseguir la victoria más importante de su carrera deportiva y por consiguiente convertirse en el héroe de su país ganando el quinto punto de la final de la Copa Davis 2012  ante España. Final en la que derrotó a Nicolás Almagro por 6-4, 7-6 (0), 3-6 y 6-3, y siendo el segundo tenista de mayor de edad en el Top 100, detrás de Tommy Haas, terminando la temporada 2012 en el puesto N°31.
Un año después, el 17 de noviembre de 2013, ya con casi 35 años, consigue otra importantísima victoria en su carrera, de nuevo convirtiéndose en el gran héroe de su país, ganando de nuevo el quinto y decisivo punto de la final de la Copa Davis 2013, esta vez ante Serbia, derrotando a Dusan Lajović por 3-6, 1-6 y 1-6.
Se retiró oficialmente del tenis profesional el 14 de noviembre de 2017.

## Torneos de Grand Slam

### Dobles

#### Títulos (2)
| Año  | Torneo               | Pareja       | Oponentes en la final       | Resultado   |
| 2012 | Abierto de Australia | Leander Paes | Bob Bryan Mike Bryan        | 7-6(1), 6-2 |
| 2013 | Abierto de EE. UU.   | Leander Paes | Alexander Peya Bruno Soares | 6-1, 6-3    |

#### Finalista (3)
| Año  | Torneo               | Pareja        | Oponentes en la final      | Resultado     |
| 2002 | Abierto de EE. UU.   | Jiří Novák    | Mahesh Bhupathi Max Mirnyi | 3-6, 6-3, 4-6 |
| 2012 | Abierto de EE. UU.   | Leander Paes  | Bob Bryan Mike Bryan       | 3-6, 4-6      |
| 2016 | Abierto de Australia | Daniel Néstor | Jamie Murray Bruno Soares  | 6-2, 4-6, 5-7 |

### Juegos olímpicos

#### Dobles Mixto
| Año  | Torneo              | Pareja         | Oponentes en la final     | Resultado |
| 2016 | Río de Janeiro 2016 | Lucie Hradecká | Sania Mirza Rohan Bopanna | 6-1, 7-5  |

## Títulos ATP (23; 5+18)

### Individuales (5)
| Leyenda                  |
| Grand Slam (0)           |
| ATP World Tour Final (0) |
| ATP Masters 1000 (0)     |
| ATP World Tour 500 (2)   |
| ATP World Tour 250 (3)   |

| N.º | Fecha                 | Torneo      | Superficie | Oponente en la final | Resultado        |
| --- | --------------------- | ----------- | ---------- | -------------------- | ---------------- |
| 1.  | 20 de febrero de 2006 | Róterdam    | Dura (i)   | Christophe Rochus    | 6-0, 6-3         |
| 2.  | 22 de julio de 2007   | Los Ángeles | Dura       | James Blake          | 7-6(7), 5-7, 6-2 |
| 3.  | 11 de enero de 2009   | Brisbane    | Dura       | Fernando Verdasco    | 3-6, 6-3, 6-4    |
| 4.  | 9 de febrero de 2009  | San José    | Dura       | Mardy Fish           | 3-6, 6-4, 6-2    |
| 5.  | 7 de agosto de 2011   | Washington  | Dura       | Gaël Monfils         | 6-4, 6-4         |

#### Finalista (7)
| N.º | Fecha                    | Torneo      | Superficie    | Oponente en la final | Resultado           |
| --- | ------------------------ | ----------- | ------------- | -------------------- | ------------------- |
| 1.  | 1 de noviembre de 2004   | París       | Dura (i)      | Marat Safin          | 3-6, 6-7(5), 3-6    |
| 2.  | 31 de enero de 2005      | Milán       | Dura (i)      | Robin Söderling      | 3-6, 7-6(2), 6-7(5) |
| 3.  | 26 de septiembre de 2005 | Ho Chi Minh | Dura          | Jonas Björkman       | 3-6, 6-7(4)         |
| 4.  | 15 de mayo de 2006       | Hamburgo    | Tierra batida | Tommy Robredo        | 1-6, 3-6, 3-6       |
| 5.  | 24 de febrero de 2008    | San José    | Dura          | Andy Roddick         | 4-6, 5-7            |
| 6.  | 16 de febrero de 2009    | Memphis     | Dura (i)      | Andy Roddick         | 5-7, 5-7            |
| 7.  | 10 de enero de 2010      | Brisbane    | Dura          | Andy Roddick         | 6-7(7), 6-7(2)      |

### Dobles (18)
| Leyenda                  |
| Grand Slam (2)           |
| ATP World Tour Final (0) |
| ATP Masters 1000 (2)     |
| ATP World Tour 500 (4)   |
| ATP World Tour 250 (10)  |

| N.º | Fecha                    | Torneo               | Superficie    | Pareja                 | Oponentes en la final          | Resultado           |
| --- | ------------------------ | -------------------- | ------------- | ---------------------- | ------------------------------ | ------------------- |
| 1.  | 26 de abril de 1999      | Praga                | Tierra batida | Martin Damm            | Mark Keil Nicolás Lapentti     | 6-0, 6-2            |
| 2.  | 9 de abril de 2001       | Estoril              | Tierra batida | Michal Tabara          | Donald Johnson Nenad Zimonjić  | 6-4, 6-1            |
| 3.  | 30 de abril de 2001      | Múnich               | Tierra batida | Petr Luxa              | Jaime Oncins Daniel Orsanic    | 5-7, 6-2, 7-6(5)    |
| 4.  | 8 de octubre de 2001     | Viena                | Dura (i)      | Martin Damm            | Jiří Novák David Rikl          | 6-3, 6-2            |
| 5.  | 29 de abril de 2002      | Múnich               | Tierra batida | Petr Luxa              | Petr Pála Pavel Vízner         | 6-0, 6-7(4), [11-9] |
| 6.  | 27 de enero de 2003      | Milán                | Dura (i)      | Petr Luxa              | Tomáš Cibulec Pavel Vízner     | 6-4, 7-6(4)         |
| 7.  | 16 de febrero de 2004    | Róterdam             | Dura (i)      | Paul Hanley            | Jonathan Erlich Andy Ram       | 5-7, 7-6(5), 7-5    |
| 8.  | 12 de julio de 2004      | Stuttgart            | Tierra batida | Jiří Novák             | Simon Aspelin Todd Perry       | 6-2, 6-4            |
| 9.  | 13 de septiembre de 2004 | Delray Beach         | Dura          | Leander Paes           | Gastón Etlis Martín Rodríguez  | 6-0, 6-3            |
| 10. | 7 de febrero de 2005     | Marsella             | Dura (i)      | Martin Damm            | Mark Knowles Daniel Néstor     | 7-6(4), 7-6(5)      |
| 11. | 21 de febrero de 2005    | Dubái                | Dura          | Martin Damm            | Jonas Björkman Fabrice Santoro | 6-2, 6-4            |
| 12. | 13 de febrero de 2006    | Marsella             | Dura (i)      | Martin Damm            | Mark Knowles Daniel Néstor     | 6-2, 6-7(4), [10-3] |
| 13. | 9 de febrero de 2009     | San José             | Dura (i)      | Tommy Haas             | Rohan Bopanna Jarkko Nieminen  | 6-2, 6-3            |
| 14. | 28 de enero de 2012      | Abierto de Australia | Dura          | Leander Paes           | Bob Bryan Mike Bryan           | 7-6(1), 6-2         |
| 15. | 31 de marzo de 2012      | Miami                | Dura          | Leander Paes           | Max Mirnyi Daniel Néstor       | 3–6, 6–1, [10-8]    |
| 16. | 14 de octubre de 2012    | Shanghái             | Dura          | Leander Paes           | Mahesh Bhupathi Rohan Bopanna  | 6-7(7), 6-3, [10-5] |
| 17. | 8 de septiembre de 2013  | Abierto de EE. UU.   | Dura          | Leander Paes           | Alexander Peya Bruno Soares    | 6-1, 6-3            |
| 18. | 26 de julio de 2015      | Bogotá               | Dura          | Édouard Roger-Vasselin | Mate Pavić Michael Venus       | 7-5, 6-3            |

#### Finalista (15)
| N.º | Fecha                    | Torneo               | Superficie | Pareja          | Oponentes en la final           | Resultado           |
| --- | ------------------------ | -------------------- | ---------- | --------------- | ------------------------------- | ------------------- |
| 1.  | 26 de agosto de 2001     | Long Island          | Dura       | Leoš Friedl     | Jonathan Stark Kevin Ullyett    | 1-6, 4-6            |
| 2.  | 30 de septiembre de 2001 | Hong Kong            | Dura       | Petr Luxa       | Karsten Braasch André Sá        | 0-6, 5-7            |
| 3.  | 17 de febrero de 2002    | Copenhagen           | Dura (i)   | Jiří Novák      | Julián Knowle Michael Kohlmann  | 6-7(8), 5-7         |
| 4.  | 8 de septiembre de 2002  | Abierto de EE. UU.   | Dura       | Jiří Novák      | Max Mirnyi Mahesh Bhupathi      | 3-6, 6-3, 4-6       |
| 5.  | 13 de octubre de 2002    | Viena                | Dura (i)   | Jiří Novák      | Joshua Eagle Sandon Stolle      | 4-6, 3-6            |
| 6.  | 12 de enero de 2004      | Auckland             | Dura       | Jiří Novák      | Mahesh Bhupathi Fabrice Santoro | 6-4, 5-7, 3-6       |
| 7.  | 10 de octubre de 2004    | Lyon                 | Dura (i)   | Jonas Björkman  | Jonathan Erlich Andy Ram        | 6-7(2), 2-6         |
| 8.  | 8 de enero de 2007       | Adelaida             | Dura (i)   | Novak Djokovic  | Wesley Moodie Todd Perry        | 4-6, 6-3, [13-15]   |
| 9.  | 4 de marzo de 2007       | Dubái                | Dura       | Mahesh Bhupathi | Fabrice Santoro Nenad Zimonjić  | 5-7, 7-6(3), [7-10] |
| 10. | 2 de agosto de 2010      | Washington           | Dura       | Tomáš Berdych   | Mardy Fish Mark Knowles         | 6-4, 6-7(7), [7-10] |
| 11. | 8 de septiembre de 2012  | Abierto de EE. UU.   | Dura       | Leander Paes    | Bob Bryan Mike Bryan            | 3-6, 4-6            |
| 12. | 7 de octubre de 2012     | Tokio                | Dura       | Leander Paes    | Alexander Peya Bruno Soares     | 3-6, 6-7(5)         |
| 13. | 4 de agosto de 2013      | Washington           | Dura       | Mardy Fish      | Julien Benneteau Nenad Zimonjić | 6-7(5), 5-7         |
| 14. | 30 de enero de 2016      | Abierto de Australia | Dura       | Daniel Néstor   | Jamie Murray Bruno Soares       | 6-2, 4-6, 5-7       |
| 15. | 6 de enero de 2017       | Doha                 | Dura       | Vasek Pospisil  | Jérémy Chardy Fabrice Martin    | 4-6, 6-7(3)         |

### Clasificación en torneos del Grand Slam
| Torneo             | 2012 | 2011 | 2010 | 2009 | 2008 | 2007 | 2006 | 2005 | 2004 | 2003 | 2002 | Títulos | G-P  |
| ------------------ | ---- | ---- | ---- | ---- | ---- | ---- | ---- | ---- | ---- | ---- | ---- | ------- | ---- |
| Australian Open    | 1R   | 2R   | 1R   | 3R   | 1R   | 3R   | 2R   | 3R   | 2R   | 3R   | -    | 0       | 10-8 |
| Roland Garros      | 1R   | 1R   | -    | 3R   | 4R   | 2R   | 3R   | 3R   | 1R   | 2R   | -    | 0       | 9-6  |
| Wimbledon          | 3R   | 1R   | -    | 4R   | 3R   | 1R   | CF   | 2R   | 2R   | 3R   | 3R   | 0       | 12-7 |
| US Open            | 1R   | 2R   | 1R   | 4R   | 3R   | 2R   | -    | 2R   | 1R   | 3R   | 1R   | 0       | 6-6  |
| Tennis Masters Cup | -    | -    | -    | -    | RR   | -    | -    | -    | -    | -    | -    | 0       | 0-2  |

### Clasificación en torneos de Masters Series
| Torneo           | 2002 | 2003 | 2004 | 2005 | 2006 | 2007 | 2008 | 2009 | 2010 | 2011 | G-P  | Títulos |
| ---------------- | ---- | ---- | ---- | ---- | ---- | ---- | ---- | ---- | ---- | ---- | ---- | ------- |
| Indian Wells     | A    | 1R   | 1R   | 2R   | 2R   | 2R   | 3R   | 2R   | 2R   | 1R   | 5-6  |         |
| Miami            | A    | 4R   | 3R   | 4R   | 4R   | 4R   | 4R   | 4R   | A    | 2R   | 13-6 |         |
| Montecarlo       | A    | 1R   | 1R   | 2R   | 2R   | 2R   | 1R   | 1R   | A    | 2R   | 3–6  |         |
| Roma             | A    | 3R   | 2R   | CF   | 3R   | 2R   | SF   | 3R   | A    | A    | 13–6 |         |
| Hamburgo/Madrid* | A    | 1R   | A    | 2R   | F    | 1R   | A    | 1R   | A    | A    | 6–4  |         |
| Canadá           | 3R   | 1R   | A    | 1R   | A    | SF   | 1R   | 1R   | 1R   |      | 6–5  |         |
| Cincinnati       | A    | 1R   | A    | 1R   | A    | 2R   | 1R   | 3R   | 1R   |      | 1–4  |         |
| Madrid/Shanghái* | A    | A    | A    | QF   | A    | 1R   | 2R   | CF   | 1R   |      | 3–3  |         |
| París            | 2R   | 1R   | F    | SF   | A    | A    | 2R   | SF   | 3R   |      | 10–5 |         |

- Desde 2009 Shanghái pasó a ser un Masters 1000 y Hamburgo pasó a ser un masters 500 y lo reemplazó el Masters 1000 de Madrid

## Challenger Tour

### Inidividual (6)
| N.º | Fecha      | Torneo                      | Superficie    | Oponente en la final | Resultado  |
| --- | ---------- | --------------------------- | ------------- | -------------------- | ---------- |
| 1.  | 03.08.1998 | Challenger de Segovia       | Dura          | Alex Radulescu       | 7-5 7-5    |
| 2.  | 02.06.2003 | Challenger de Prostejov (1) | Tierra batida | Mariano Puerta       | 7-5 6-3    |
| 3.  | 31.05.2004 | Challenger de Prostejov (2) | Tierra batida | Michal Tabara        | 7-6(5) 7-5 |
| 4.  | 08.06.2013 | Challenger de Prostejov (3) | Tierra batida | Jiří Veselý          | 6-4, 6-2   |
| 5.  | 29.09.2013 | Challenger de Orléans       | Dura (i)      | Leonardo Mayer       | 6-3, 6-4   |
| 6.  | 06.10.2013 | Challenger de Mons          | Dura (i)      | Igor Sijsling        | 6-3, 7-5   |